# Nuri (lanciatore)
Nuri (in coreano: 누리, "mondo"), chiamato anche KSLV-II (  Korea Space Launch Vehicle 2), è un lanciatore spaziale sudcoreano, il primo progettato e costruito completamente nel paese asiatico.
È un vettore a tre stadi, sviluppato dall'Istituto coreano di ricerca aerospaziale (KARI) dopo l'esperienza acquisita con il lanciatore russo-sudcoreano Naro-1.

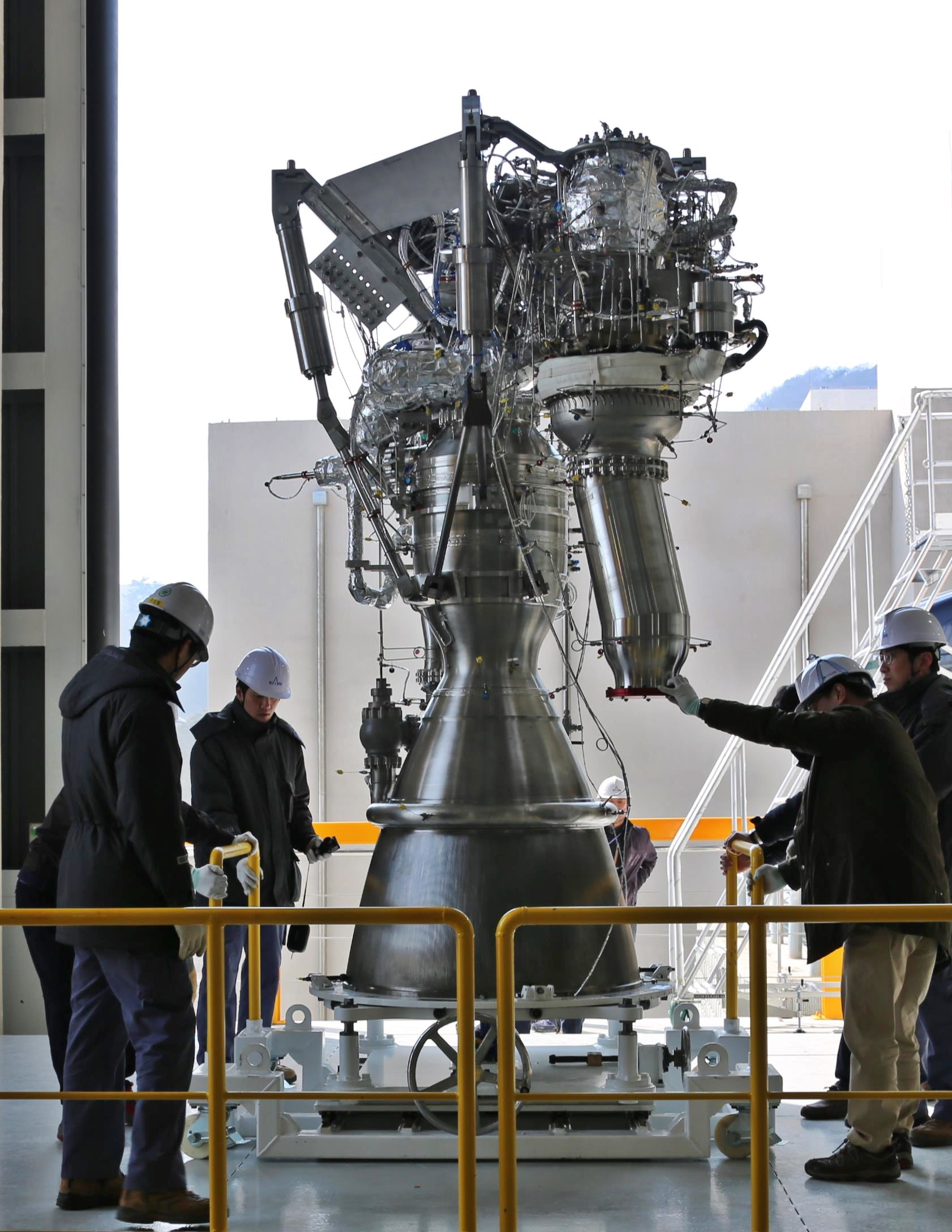
Il motore KRE-075 usato nel 1º e 2º stadio.

È propulso da motori a Jet A1 (un tipo di cherosene utilizzato in aeronautica) e ossigeno liquido ed è in grado di lanciare un carico di 1500 kg in un'orbita terrestre bassa di 600–800 km.

## Lanci
Il primo tentativo di lancio del vettore è stato effettuato il 21 ottobre 2021, ma la messa in orbita del carico non è riuscita. Il secondo lancio, avvenuto il 21 giugno 2022, ha invece avuto successo.
| № | Data            | Luogo di lancio         | Carico                                                                                             | Orbita           | Esito      |
| - | --------------- | ----------------------- | -------------------------------------------------------------------------------------------------- | ---------------- | ---------- |
| 1 | 21 ottobre 2021 | Centro spaziale di Naro | Carico fittizio di 1,5 tonnellate                                                                  | LEO di 700 km    | Fallimento |
| 2 | 21 giugno 2022  | Centro spaziale di Naro | Carico fittizio di 1,3 tonnellate, satellite di verifica delle prestazioni di 180 kg con 4 CubeSat | LEO eliosincrona | Successo   |